# 揚五世 (薩托爾)
揚五世（波蘭語：Jan V zatorski，約1455年—1513年9月17日），薩托爾公爵，瓦茨瓦夫一世之子。
1477年，揚五世與切申公爵波列斯瓦夫二世的女兒芭芭拉結婚，兩人沒有子女。1490年其兄長卡齊米日二世去世，揚五世成為薩托爾公國唯一統治者。1494年揚五世將薩托爾賣給波蘭國王揚一世·阿爾布雷赫特，1513年去世。